# المغابيب (يافع)

تعديل مصدري - تعديل

المغابيب هي إحدى قرى عزلة لبعوس بمديرية يافع التابعة لمحافظة لحج، بلغ تعداد سكانها 87 نسمة حسب تعداد اليمن لعام 2004.